# Perdicinae
Phân họ gà gô hay phân họ gà so (Danh pháp khoa học: Perdicinae) là một phân họ gà trong họ Phasianidae. Chúng là những nhóm chim cư trú ở vùng Cựu thế giới, đa phần là kích thước cỡ trung bình.

## Các loài
- Chi Ptilopachus
  - Ptilopachus petrosus
  - Ptilopachus nahani
- Chi Lerwa
  - Lerwa lerwa
- Chi Tetraophasis
  - Tetraophasis obscurus
  - Tetraophasis szechenyii
- Chi Alectoris
  - Alectoris melanocephala
  - Alectoris magna
  - Alectoris graeca
  - Alectoris chukar
  - Alectoris philbyi
  - Alectoris barbara
  - Alectoris rufa
- Chi Ammoperdix
  - Ammoperdix griseogularis
  - Ammoperdix heyi
- Chi Perdix
  - Perdix perdix
  - Perdix dauurica
  - Perdix hodgsoniae
- Chi Rhizothera
  - Rhizothera longirostris
  - Rhizothera dulitensis
- Chi Margaroperdix
  - Margaroperdix madagascarensis
- Chi Melanoperdix
  - Melanoperdix nigra
- Chi Xenoperdix
  - Xenoperdix obscuratus
  - Xenoperdix udzungwensis
- Chi Arborophila
  - Arborophila torqueola
  - Arborophila rufipectus
  - Arborophila mandellii
  - Arborophila gingica
  - Arborophila rufogularis
  - Arborophila atrogularis
  - Arborophila crudigularis
  - Arborophila ardens
  - Arborophila javanica
  - Arborophila orientalis
  - Arborophila brunneopectus
  - Arborophila davidi
  - Arborophila cambodiana
  - Arborophila hyperythra
  - Arborophila rubrirostris
  - Arborophila chloropus
  - Arborophila charltonii
  - Arborophila sumatrana
  - Arborophila merlini
- Chi Caloperdix
  - Caloperdix oculea
- Chi Haematortyx
  - Haematortyx sanguiniceps
- Chi Rollulus
  - Rollulus roulroul
- Chi Bambusicola
  - Bambusicola fytchii
  - Bambusicola thoracica